# Georg-August-Zinn-Preis
Der Georg-August-Zinn-Preis zur Förderung von Rechtsstaatlichkeit, Demokratie und sozialem Zusammenhalt in Hessen wird seit 2002 etwa alle zwei Jahre vergeben. Herausgeber ist die hessische SPD.

## Hintergrund der Auszeichnung
Die Auszeichnung geht auf den Namensgeber Georg August Zinn zurück. Georg August Zinn war von 1950 bis 1969 Ministerpräsident in Hessen.
In seiner außergewöhnlichen Amtszeit setzte sich der Ministerpräsident für eine bessere Verteilung von Freiheiten ein und kämpfte für bessere soziale Sicherheit und Gleichheit.
Georg August Zinns großes Ziel war es Menschen mit unterschiedlicher kultureller und sozialer Herkunft zusammenzuführen. So förderte er gesellschaftliche Integration und achtete darauf, dass jeder Mensch die Möglichkeit zur Teilhabe am Wohlstand hat.

## Zielsetzung
Die SPD in Hessen verfolgt das Ziel, durch die Stiftung des Preises das Andenken an einen herausragenden Politiker zu wahren, welcher sich für vielseitige, soziale und rechtsstaatliche Ziele eingesetzt hat.  Der Preis wird an Personen vergeben, die durch ihr rechts- und sozialwissenschaftliches Arbeiten im Bereich Staats- und Verfassungsrecht, Bürgerrechte, Demokratietheorie und Bekämpfung des politischen Extremismus hervorstechen.
Der Preis ist mit 5000 Euro dotiert.

## Preisträger
- 2002: Matthias Meusch erhielt die Auszeichnung für sein Werk „Von der Diktatur zur Demokratie Fritz Bauer und die Aufarbeitung der NS-Verbrechen“.
- 2005: Johanna Kübler erhielt die Auszeichnung für ihr Werk „Die Säulen der Europäischen Union: einheitliche Grundrechte? Zur Grundrechtsdivergenz zwischen der ersten und dritten Säule am Beispiel des Datenschutzes“.
- 2007: Axel Ulrich erhielt die Auszeichnung für sein Werk „Politischer Widerstand gegen das 'Dritte Reich' im Rhein-Main-Gebiet“.
- 2010: Steffi Jones erhielt die Auszeichnung für besondere Dienste um Fairness und Integration im Sport und in der Gesellschaft.
- 2012: Jürgen Habermas erhielt die Auszeichnung für sein Wirken als Philosoph und sein Werk „Zur Verfassung Europas“
- 2014: Stefan Aust erhielt die Auszeichnung für seine Recherchen zum NSU-Skandal.
- 2016: Iris Berben erhielt die Auszeichnung für ihr öffentliches Wirken für sozialen Zusammenhalt und gegen Rassismus und Antisemitismus.
- 2018: Fritz Bauer Institut und Gerhard Wiese für ihre eine jahrzehntelange Arbeit gegen Rechtsextremismus und die juristische Verfolgung der Täter des Nationalsozialismus.
- 2021: Die Stadt Hanau erhielt die Auszeichnung „für ihr Engagement gegen Rechtsextremismus und Menschenfeindlichkeit“ nach dem rassistischen Anschlag vom 19. Februar 2020[1]